# Формозский чёрный медведь
Ursus thibetanus formosanus (лат.) — подвид гималайского медведя. Он был впервые описан Робертом Суинхо в 1864 году. Эти медведи являются эндемиками Тайваня. Они также являются самыми крупными наземными животными и единственными медведями на Тайване. Считается, что они олицетворяют тайваньскую нацию.
Из-за интенсивной эксплуатации и деградации среды обитания в последние десятилетия популяция этого подвида медведей в природе на Тайване сокращается. В 1989 году этот вид был внесён в Красную Книгу в соответствии с Законом о сохранении дикой природы Тайваня. Их географическое распространение ограничено отдалёнными труднодоступными районами на высоте 1000–3500 м (3300–11500 футов). Предполагаемое количество особей составляет от 200 до 600.

## Внешний вид

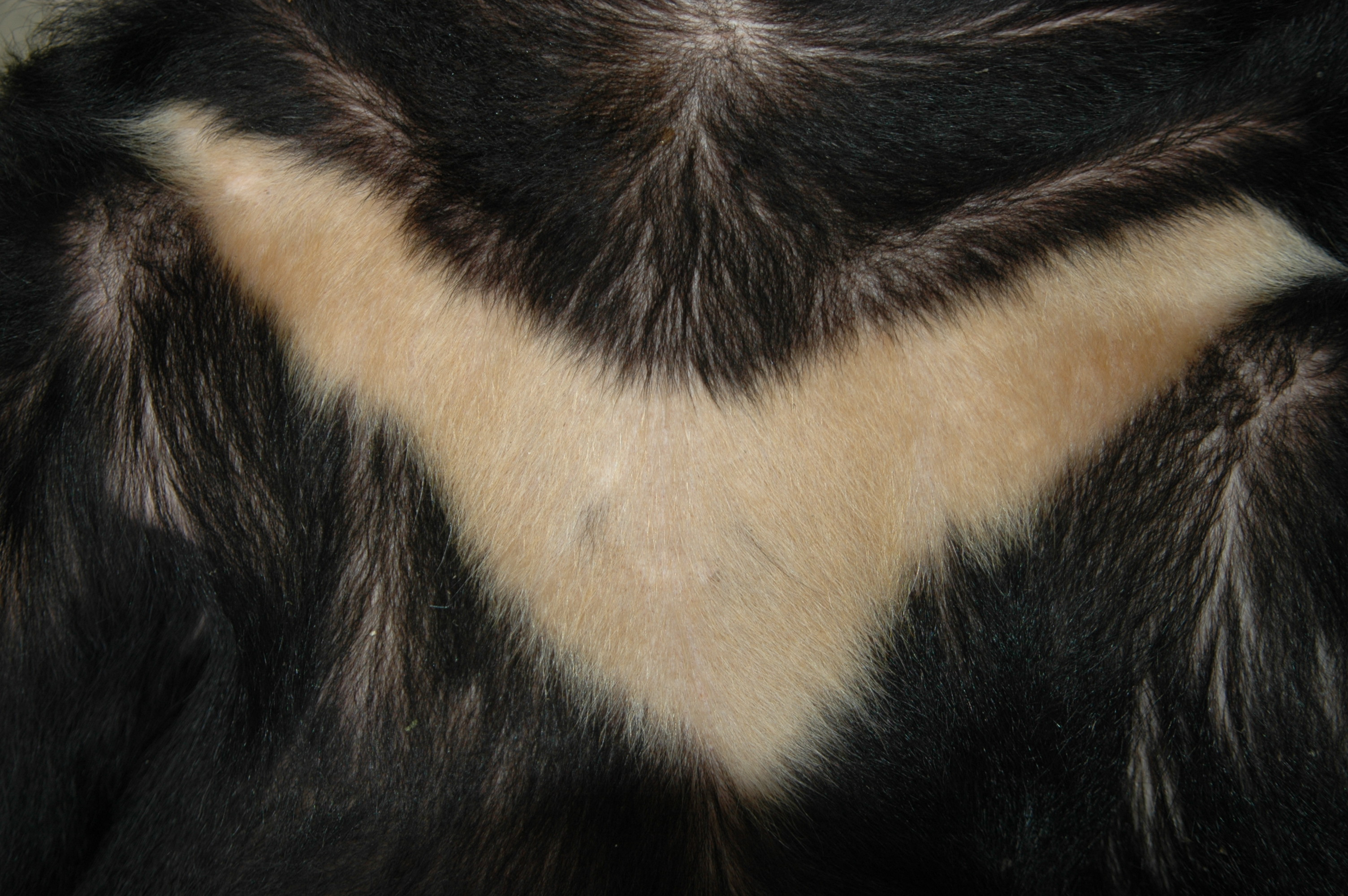
Отметина на груди в виде буквы «V»

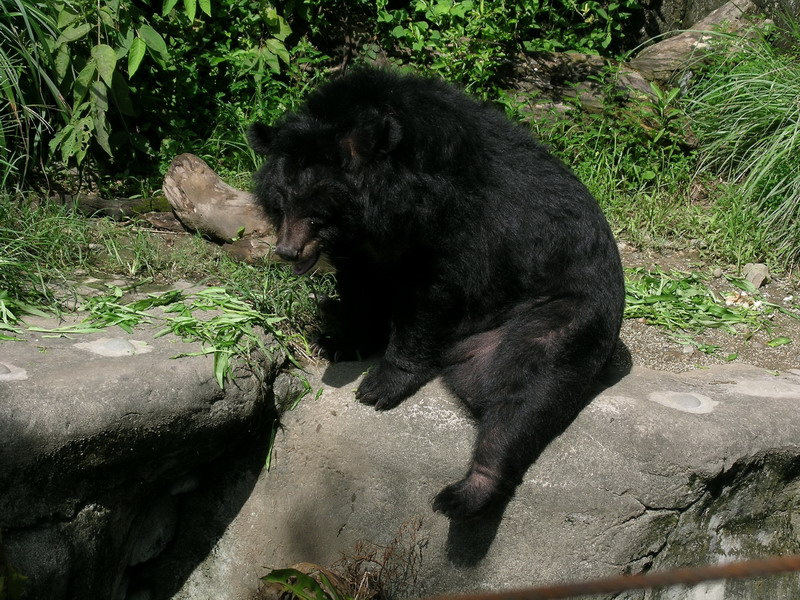

Этот подвид гималайского медведя отличается крепким телосложением, обладает круглой головой, короткой шеей, маленькими глазами и вытянутой мордой. Длина его головы варьируется от 26 до 35 см, а диаметр составляет 40-60 см. Уши животного достигают 8-12 см в длину. Длинная морда напоминает собачью, что дало повод назвать его "собачьим медведем". Хвост, как правило, короткий и незаметный, редко превышая 10 см в длину. Тело покрыто грубой и блестящей черной шерстью, которая на шее может достигать более 10 см в длину. Кончик подбородка имеет белый цвет. На груди заметна характерная желто-белая отметина, напоминающая букву «V» или полумесяц, что стало причиной другого названия - "лунный медведь". Его вес составляет от 60 до 200 кг..

## Рацион

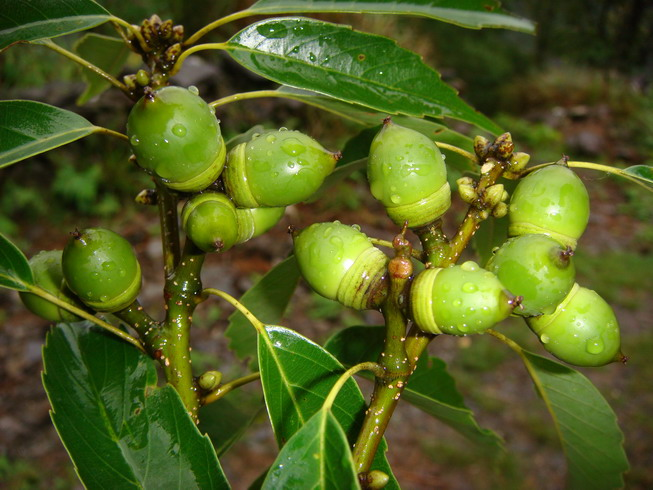
Желуди

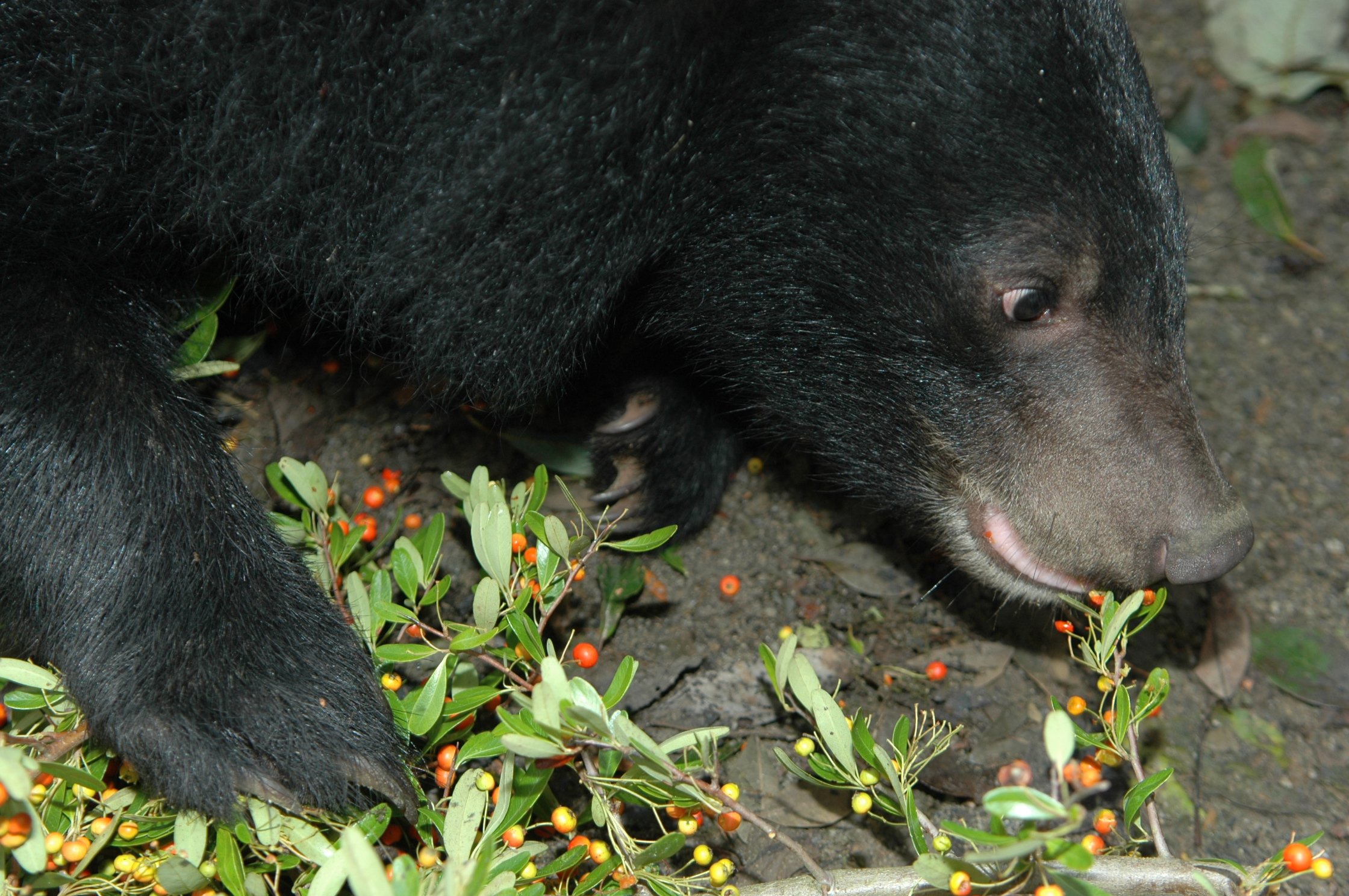
Ест фрукты

Животные питаются преимущественно растительностью, такой как листья, почки, плоды и корни, хотя их рацион также включает насекомых, мелких животных и останки. В национальном парке Юйшань, где за медведями ведется наблюдение, весной их меню состоит из питательной зелени и мягких, углеводистых плодов, в то время как летом они отдают предпочтение более разнообразной пище. Осенью и зимой их рацион становится более калорийным, так как они поедают жесткие продукты, богатые жирами, например, жёлуди и грецкие орехи.

## Распространение
Существует мнение, что раньше медведь был широко распространён на Тайване (Формозе). В настоящее время его можно встретить преимущественно в гористых областях. Он обитает в Центральном и Снежном горных хребтах. Вероятно, наибольшее количество медведей сосредоточено на горе Лала в заповеднике Чатиеншань, а также на (Снежной) горе в национальном парке Шэйпа и в национальном парке Тароко, расположенном к югу от заповедника Тавушань, через национальный парк Юйшань.

## Среда обитания и поведение
Подвид населяет горные леса на восточной стороне Тайваня на высотах от 1000 до 3000 метров. Вместо зимней спячки, как это делает гималайский медведь в умеренных зонах, они предпочитают опускаться на более низкие высоты в поисках пищи. Их активность составляет 54–57% светового времени, и они более энергичны летом и осенью/зимой по сравнению с весной. В весенний и летний период они в основном ведут активный образ жизни в дневное время, тогда как осенью/зимой, когда полно желудей, проявляют активность ночью. Эти медведи ведут одиночный образ жизни и много перемещаются, за исключением времени спаривания и заботы о потомстве. Формозские медведи уникальны тем, что являются единственными медведями на планете, которые сооружают временные гнезда.
Медведи могут развивать скорость до 30-40 км/ч (19-25 миль в час), что позволяет им легко обгонять человека. Они отлично плавают и лазают по скалам. Из-за того, что они находятся под угрозой исчезновения и стараются избегать людей, их редко можно встретить в дикой природе. Обычно, при встрече с человеком, медведь предпочитает убежать. Хотя могут проявлять агрессию, они нападают на людей лишь в ответ на угрозу.

## Размножение

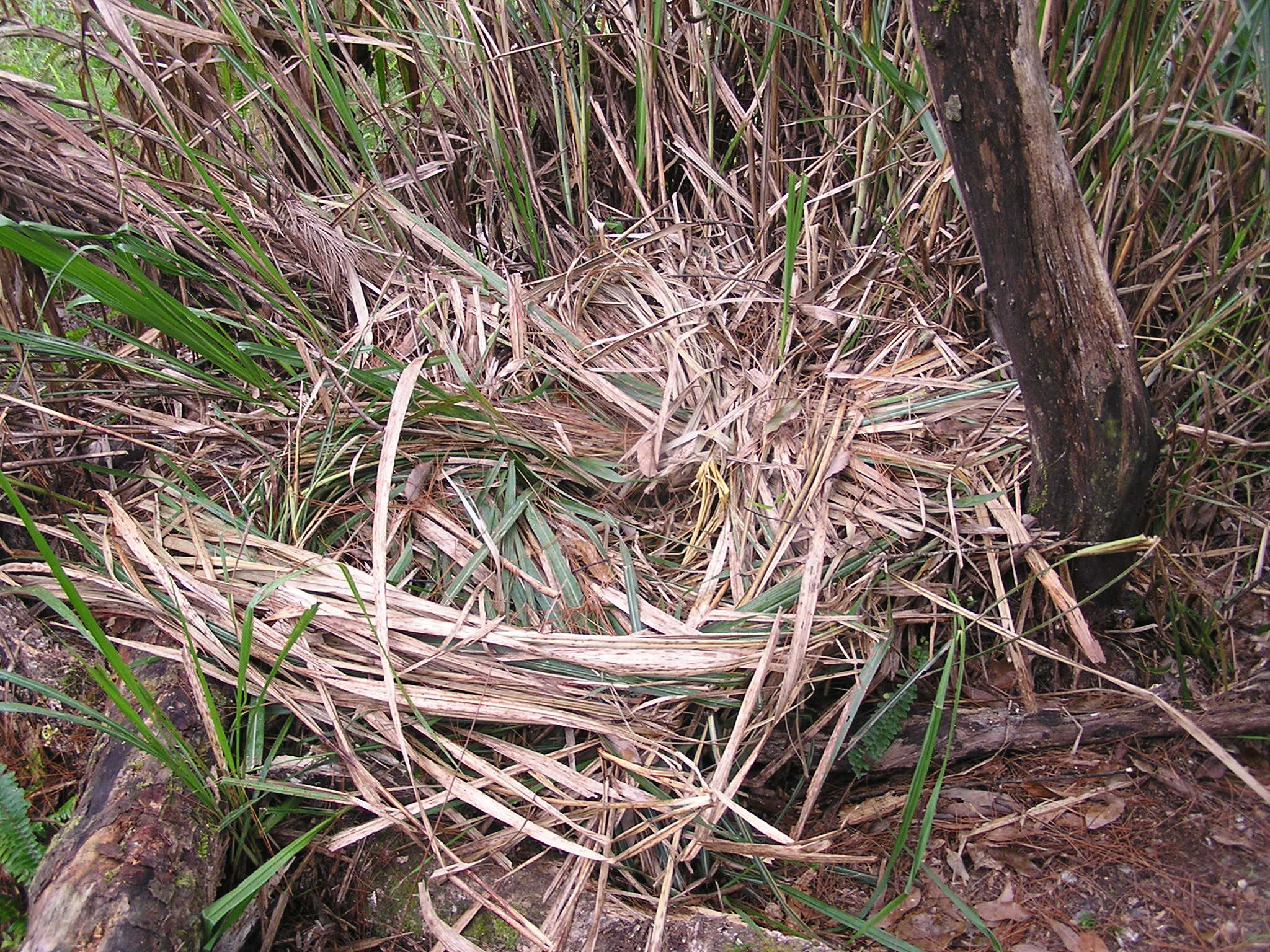
Гнездо, сделанное медведем
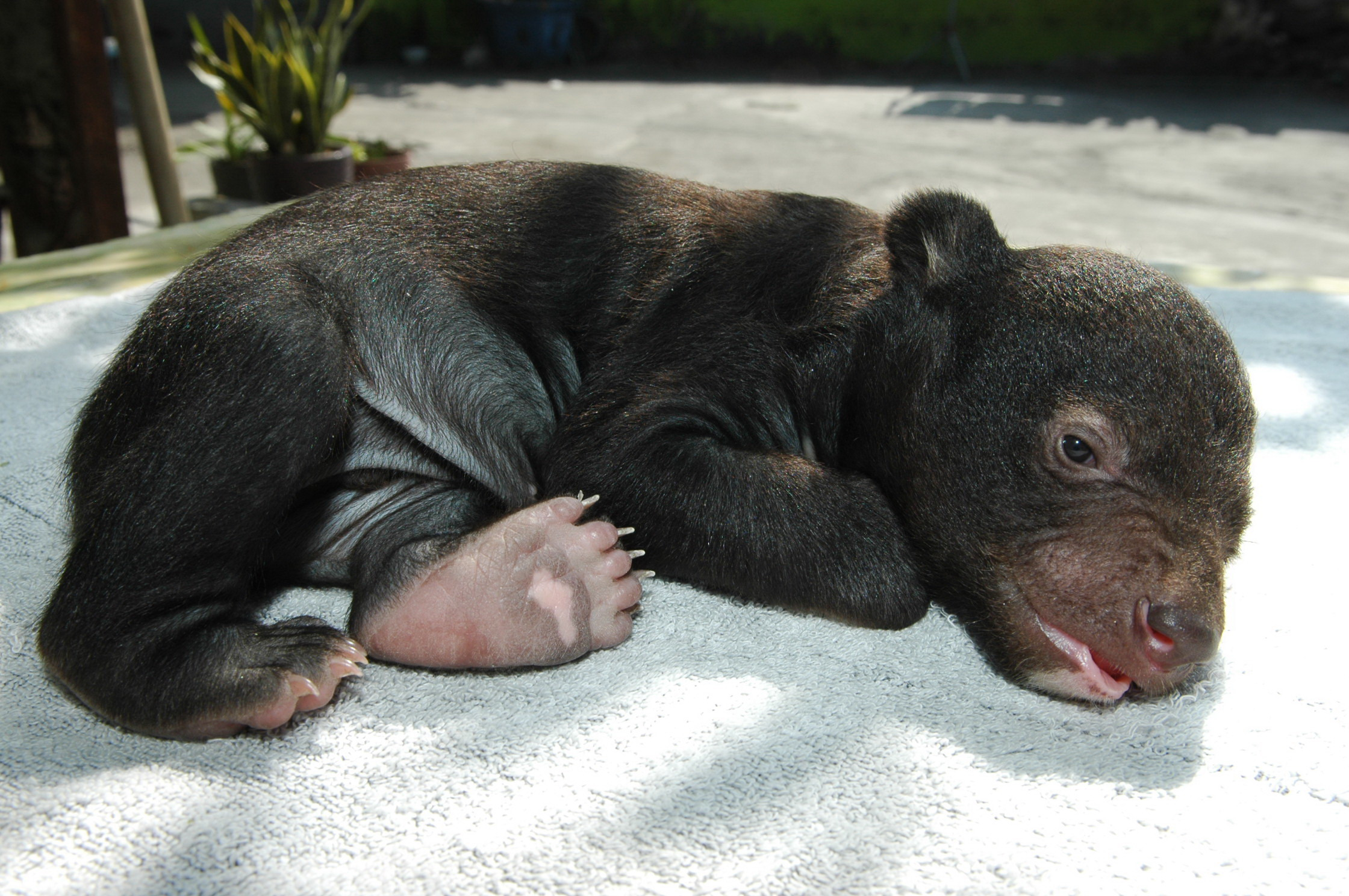
44-дневный медвежонок
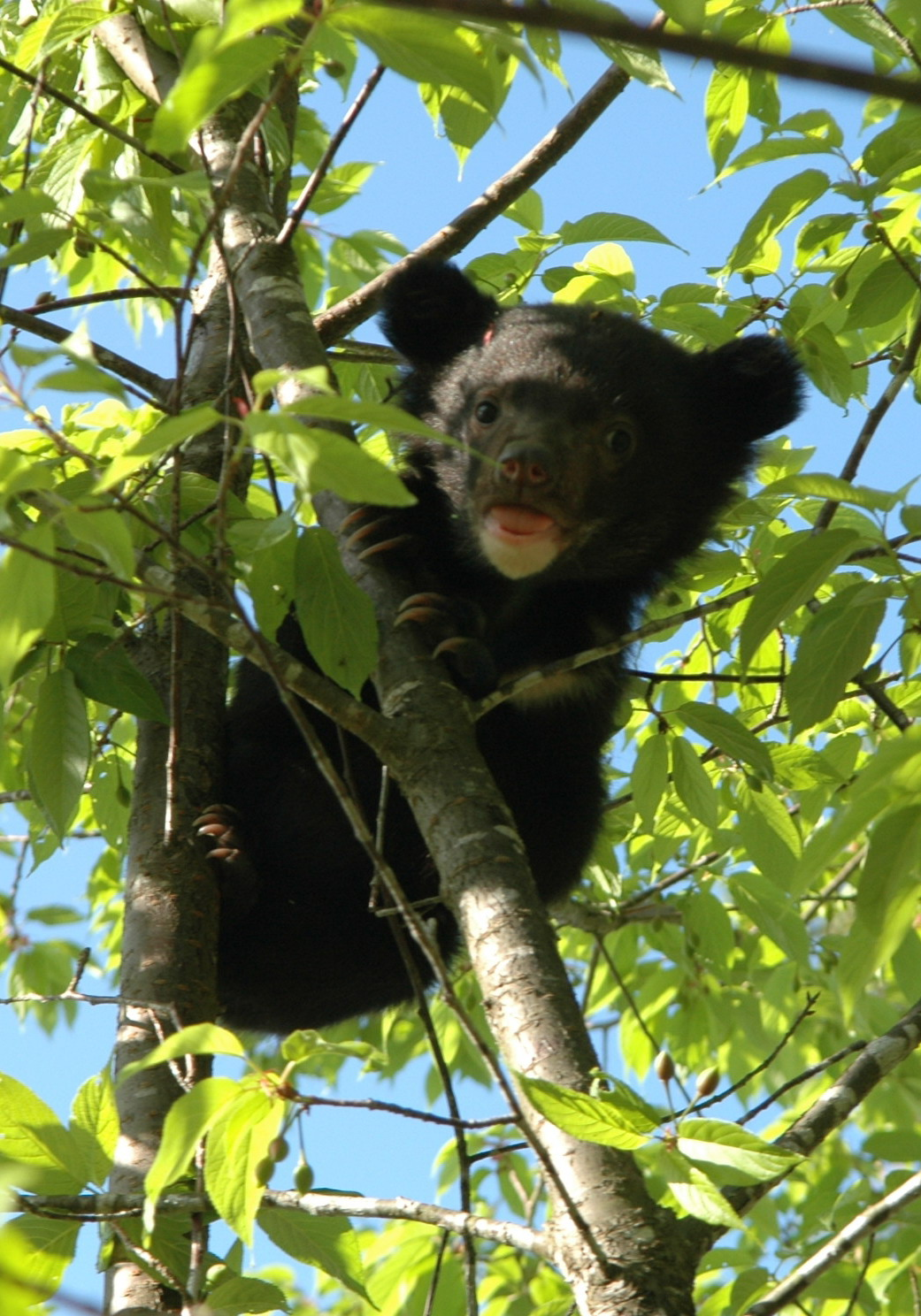
Детёныш на дереве
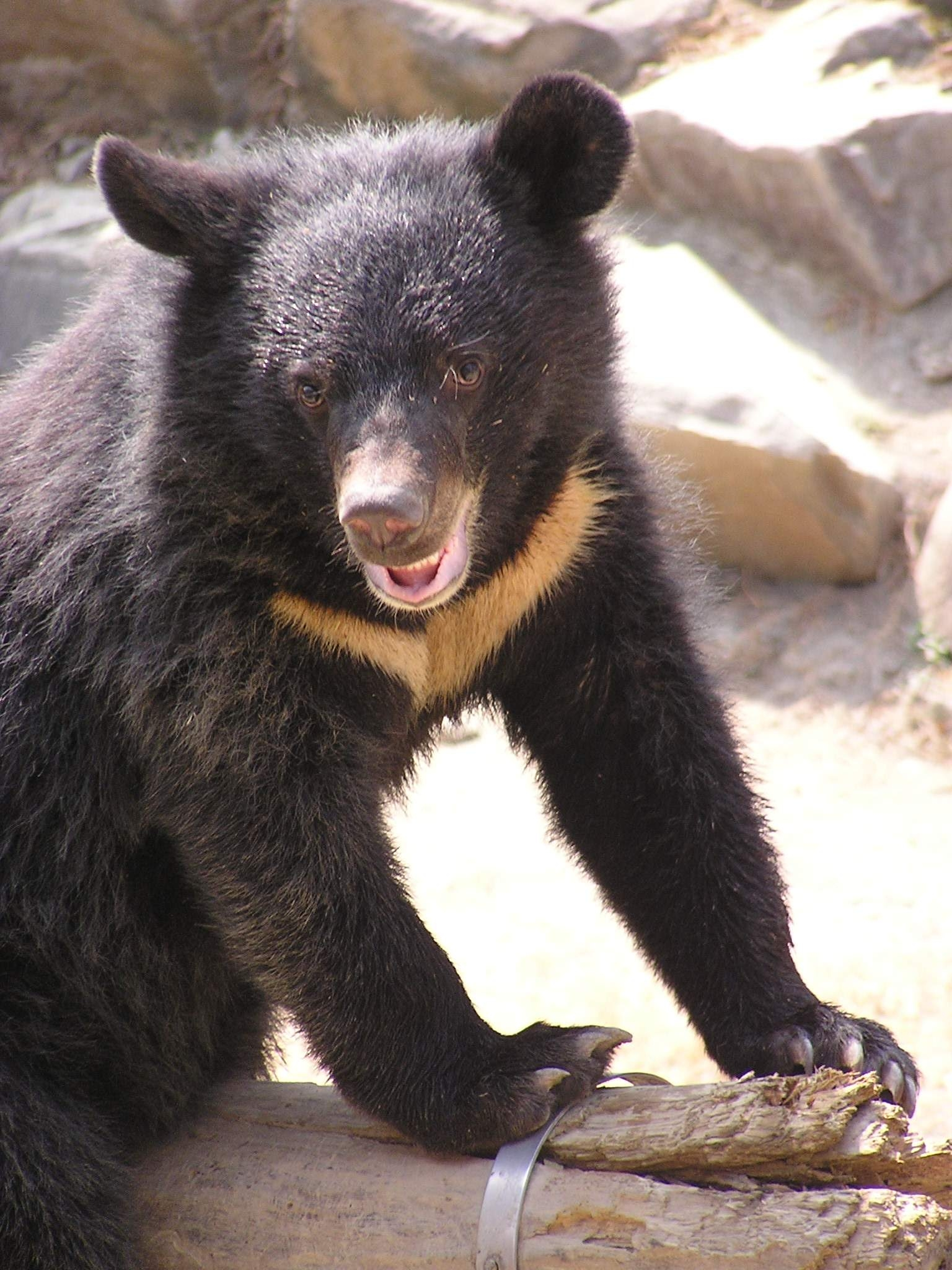
Подросший детёныш формозского медведя

Будучи одиночными животными, чёрные медведи не живут в постоянных убежищах, за исключением самок в период размножения. Период ухаживания у медведей очень короткий. Самец следует за самкой в течение нескольких дней. После спаривания они возвращаются к одиночному образу жизни. Самки достигают половой зрелости в возрасте 3–4 лет, а самцы — в возрасте 4–5 лет, обычно на год позже самок. Спаривание обычно происходит с июня по август, а беременность длится 6–7 месяцев. Таким образом, дикие самки обычно рожают в период с декабря по февраль следующего года.
При каждом рождении появляется от одного до трех медвежат. Мать ухаживает за ними в течение примерно шести месяцев. Как только медвежата становятся достаточно сильными для того, чтобы покинуть логово, они остаются с матерью еще около двух лет, пока она не начнет новый цикл течки и не прогонит их. Таким образом, формируется двухлетний репродуктивный цикл медведей..

## Охранный статус

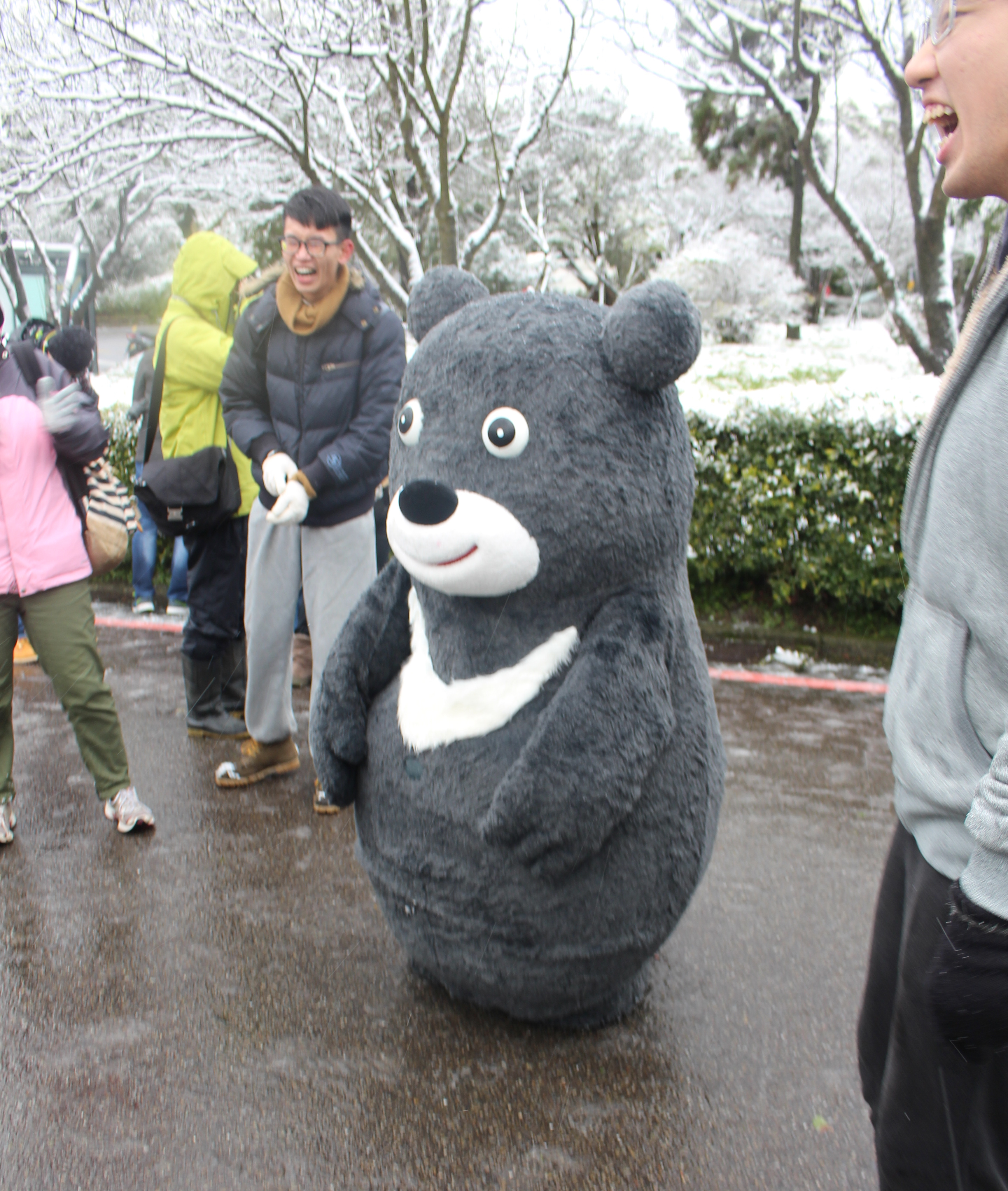
Талисман в виде черного медведя в Национальном парке Янминшань в Тайбэе, Тайвань

Гималайские медведи и тайваньские дымчатые леопарды — два самых крупных хищника на острове Тайвань — бродили по хребтам и горам Тайваня. Однако, хотя леопард сейчас вымер, медведь, хотя и находится под угрозой исчезновения, выжил. Согласно исследованию Института охраны дикой природы Национального научно-технического университета Пиндун, это может быть связано с мифами и традиционными табу тайваньских аборигенов.
У народа бунун черного медведя называют Думана, что переводится как «дьявол». Согласно их традициям, если медведь попадает в ловушку, охотник обязан построить в горах укрытие и сжечь его труп внутри. Он также должен оставаться в одиночестве в этом укрытии, вдали от деревни, до окончания сбора урожая проса. У народов рукаи и пайвань разрешено охотиться на медведей, но охотникам предстоит заплатить за это цену — понести древнее проклятие. Люди рукаи уверены, что охота на медведя может вызвать болезни. Более того, не все имеют право употреблять медвежье мясо, и детям это запрещено категорически. В свою очередь, представители тароко считают, что убийство медведей приводит к семейным трагедиям. В общем, среди этих охотничьих сообществ, охотники на кабанов пользуются почетом, тогда как те, кто берет на себя охоту на медведей, рассматриваются как неудачники.

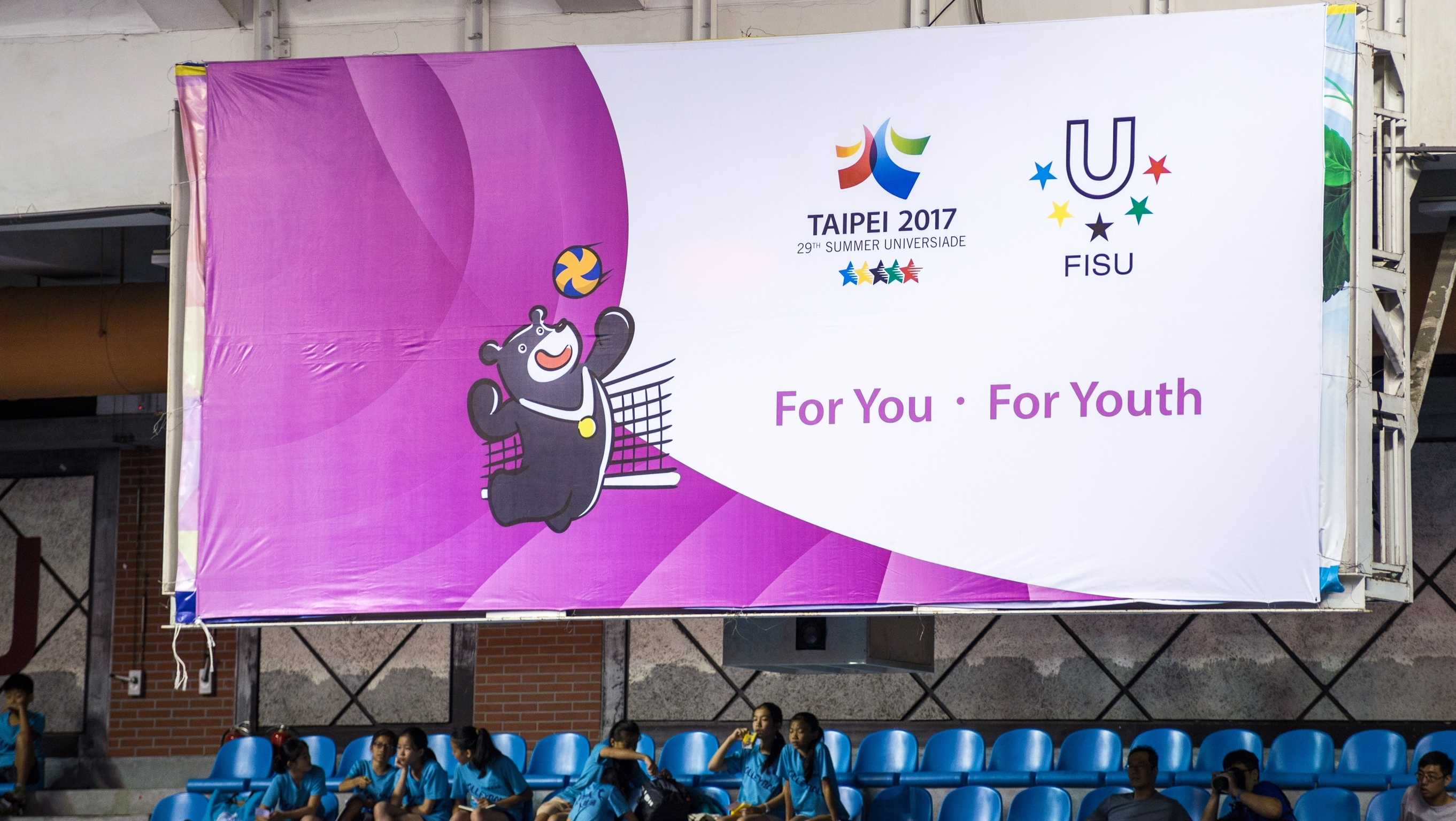
Талисман летней Универсиады 2017 года, проходившей в Тайбэе, Тайвань

В период с 1998 по 2000 год в Национальном Парке Юйшань было поймано и оснащено ошейниками 15 медведей. Известно, что эти медведи встречаются крайне редко, и точное количество существующих особей остается неизвестным. С 1989 года этот вид находится под охраной закона, однако нелегальная охота продолжает иметь место, что представляет серьезную угрозу для популяции медведей. Примечательно, что у восьми из пятнадцати медведей, захваченных в ходе вышеупомянутого проекта, не было пальцев на лапах, что является следствием использования браконьерских ловушек.
С 1989 года тайваньские черные медведи считаются видом, находящимся под угрозой исчезновения, и получают защиту согласно тайваньскому Закону о сохранении культурного наследия. На международной арене весь вид гималайских медведей включен в приложение СИТЕС, что накладывает запрет на любую международную торговлю продукцией, связанной с этим видом. Этот подвид также попадает в красный список Международного союза охраны природы и природных ресурсов (МСОП) как уязвимый..
Один из коренных жителей племени Бунун, который занимается охотой, однажды заметил: «Если в горах не будет медведей, лес станет безжизненным, и я буду ощущать одиночество». Мэй-Сюй Хван из Института охраны дикой природы, выступающая за защиту черного медведя, также отметила: «Мы не желаем утратить эту уникальную сущность тайваньских гор. Мы стремимся к тому, чтобы наши потомки не видели их лишь в зоопарках или учебниках по истории»,.
У черного медведя все еще есть шанс на выживание. В 2009 году Линь Юань-Юань, участник программы по сохранению черного медведя в национальном парке Юйшань, снял на видео момент, когда медведица старается помочь своим двум детенышам переправиться через бурную реку, расположенную вдоль тропы Батонггуань на востоке Тафена.

## В культуре
В 2001 году в результате полугодового всенародного голосования медведи были объявлены самым ярким символом дикой природы Тайваня.
Тайваньские летчики носят нашивки, на которых изображен черный медведь, наносящий удар по лицу Винни-Пуху, представляющему Си Цзиньпина, что способствует поддержанию боевого духа..